# Mario Cantone
Pour les articles homonymes, voir Cantone.
Mario Cantone, né le 9 décembre 1959 à Boston, est un humoriste, acteur, écrivain, chanteur et animateur de télévision américain. 
Il a fait de nombreuses apparitions dans The Chappelle's Show sur Comedy Central (2003-2006) et est également connu pour son interprétation d'Anthony Marentino dans la série Sex and the City. Son style unique, rapide et énergique, est principalement basé sur des imitations de personnages divers tels que des membres de sa famille, des célébrités ainsi que des stéréotypes de la vie de tous les jours.

## Biographie
Mario Cantone est né à Stoneham, Massachusetts, de parents restaurateurs.
Il a présenté une émission pour enfants, Steampipe Alley, de 1988 à 1993 sur la chaîne new-yorkaise WWOR-TV. Selon ses dires, une bonne partie de son inspiration découle réellement du fait qu'il soit gay, "camp" et italo-américain.
Il a fréquenté le Emerson College de Boston où il était notamment ami avec l'acteur Denis Leary et l'actrice Gina Gershon.
Il est l'un des invités préférés de l'émission The Opie and Anthony Radio Show, une émission de radio américano-canadienne diffusée par satellite, où il est resté célèbre pour avoir interprété une chanson appelée Getcha Balls Out.
Il a également prêté sa voix pour les publicités Sunsilk "hairapy". Il apparaît également sur The View, où il commente pour la télévision les remises de prix pour le petit écran.
Il est également la voix de l'oiseau Mikey Abromowitz dans Up du jeu PC Surf's Up.
Il fait également une apparition dans le film La Souris dans le rôle de l'attaché commercial de l'entreprise Zeppco.

## Sex and the City
Mais son rôle le plus connu, et qui l'a révélé au monde entier, reste sans conteste celui d'Anthony Marentino dans la série télévisée Sex and the City. Il apparaît pour la première fois en 2000 dans la saison trois, où il joue le rôle d'un organisateur de mariages dont celui de sa future amie, Charlotte York, avec Trey MacDougal.
À la suite de sa douloureuse séparation d'avec ce dernier, Anthony restera auprès d'elle et ce jusqu'à la fin de la série, jouant le rôle de l'ami gay/confident pour la jeune femme. Là encore, une grande partie de son personnage fut inspirée de ses multiples exemples qu'offre la vie en général et le monde gay en particulier.

## Broadway
Cantone est aussi un artiste de scène régulier qui a fait de nombreuses apparitions sur les scènes de Broadway depuis le début de sa carrière.
Il y a d'ailleurs fait ses débuts en 1995 à titre de remplacement pour le rôle de Buzz dans la pièce Love! Valour! Compassion!.
Plus tard, la même année, il revint de nouveau à Broadway pour jouer la reprise de la pièce de William Shakespeare La Tempête.
Comme Mario Cantone a gagné en popularité et est devenu l'espace de trois saisons de Sex and the City un véritable culte, il a créé son propre one-man show à Broadway, An Evening With Mario Cantone, dont il a collaboré à l'écriture.
En 2003, il joue dans L'Heure violette du dramaturge Richard Greenberg, pièce écrite spécialement pour l'acteur. Toutefois, Mario, et son jeu d'acteur lui-même, reçurent des critiques médiocres et la pièce fut stoppée au bout d'un mois.
En 2004, il a joué dans la comédie musicale de Stephen Sondheim, Assassins, dans le rôle de Samuel Byck.
Cantone avait d'ailleurs initialement refusé le rôle de Carmen Ghia dans la comédie musicale The Producers de Mel Brooks pour justement jouer dans cette première pièce en 2001, mais le projet fut à l'époque annulé en raison des attentats du 11 septembre.
Son dernier spectacle en date à Broadway a été son second one-man-show, Laugh Whore, dont il a également collaboré à l'écriture.
Laugh Whore fut joué du 24 octobre 2004 jusqu'au 2 janvier 2005 au Cort Theatre et reçu une nomination au Tony Award dans la catégorie « Meilleur événement spécial théâtral ».
Lorsqu'il est en scène, il s'amuse à faire des imitations/hommages de Liza Minnelli, Judy Garland, Bruce Springsteen et d'autres, et chante également des chansons originales de comédies musicales connues, selon le style bien particulier qui est le sien.